# Impacto tecnológico

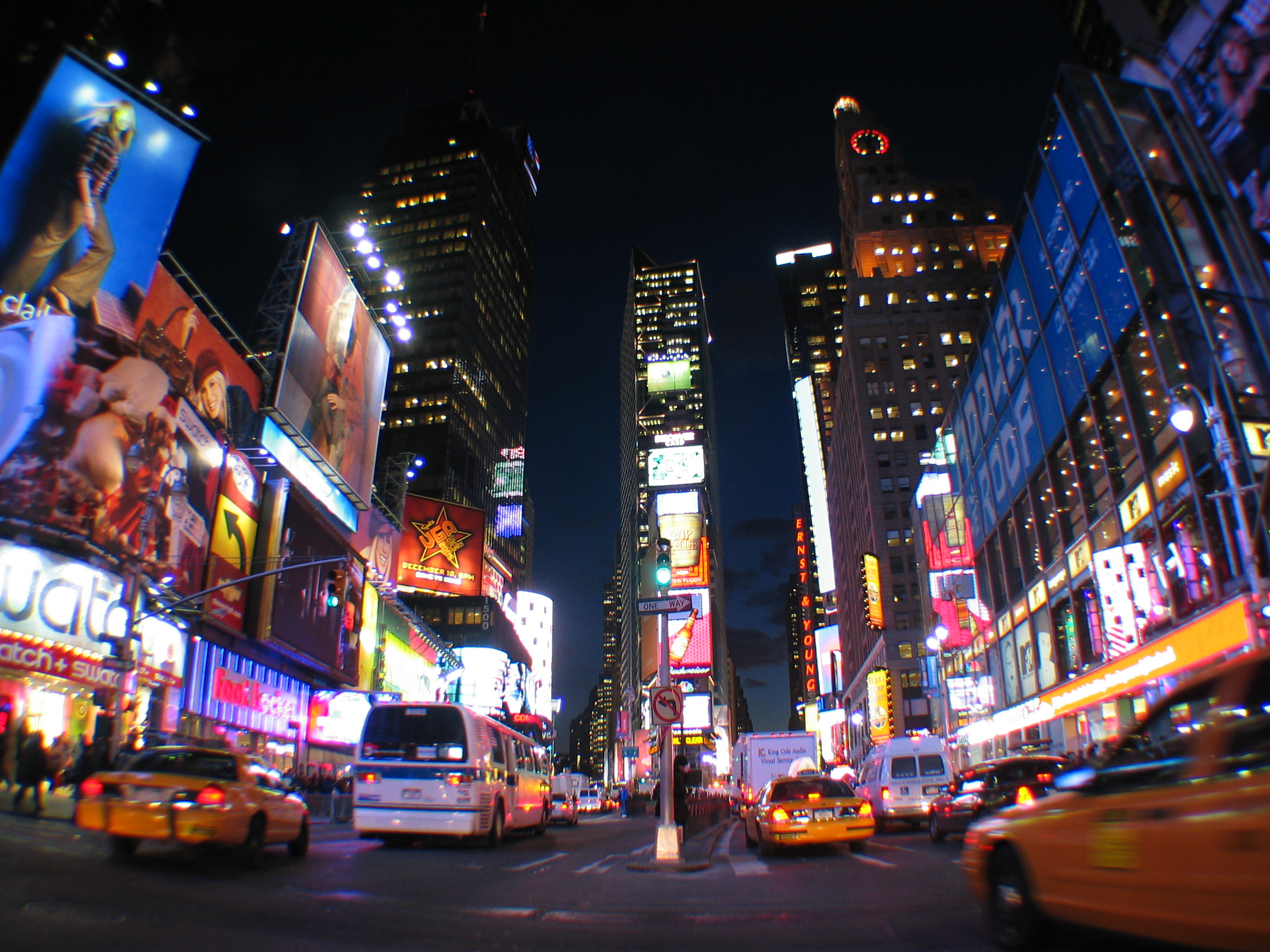
Times Square en la sociedad tecnologizada y de la información.

El impacto tecnológico es el análisis de influencia de la tecnología en las distintas sociedades, ya sea de manera positiva, negativa o Neutra. Dentro de este análisis sobre la actividad tecnológica se puede identificar distintos puntos, tales como el impacto tecnológico en la cultura, y en el medio ambiente, en la sociedad y como de esto, el impacto ideológico que ha tenido sobre las personas.
El vertiginoso desarrollo de la tecnología se ha convertido en uno de los productos fundamentales del consumo de la modernidad. Esto trae consigo cambios que repercuten en los procesos y fenómenos sociales, y más específicamente en la mente del ser humano, en su forma de vivir, pensar y hacer. Desde los orígenes de la humanidad, el crecimiento y expansión de la población, y por consiguiente de la sociedad en su conjunto, ha originado la aparición de diferentes tecnologías.
Estas tecnologías, en su mayor parte, han facilitado el desarrollo de la sociedad y han dotado de herramientas para afrontar problemas que, hasta entonces, no tenían solución con los medios existentes en ese momento. En la actualidad, las tecnologías que en mayor medida están influyendo en la sociedad, son las relacionadas con la informática y las comunicaciones, en las que destacan principalmente dos: Internet y las comunicaciones móviles. De hecho, se dice que estamos en un nuevo tipo de sociedad denominada Sociedad de la información. En este sentido se puede ver el impactante cambio del que han sido parte las sociedades que conocemos como “Tecnologizadas”, donde se puede apreciar las diferencias de economía en cuanto a tamaños y hasta cambios en la manera de establecer relaciones sociales entre personas de un país desarrollado tecnológicamente y uno rural o poco familiarizado con esta. Es por esto que hay que tener en cuenta que estos cambios pueden ser positivos, neutrales o negativos dependiendo del significado que las personas le atribuyan.  
También existen otros tipos de impactos tecnológicos como: 
La gratificación instantánea que ofrecen muchas tecnologías esta puede  disminuir nuestra capacidad de la concentración sostenida y paciencia para tareas que requieren tiempo y esfuerzo mental prolongado. Esto podría afectar la forma en que abordamos el aprendizaje, la resolución de problemas ya sean complejos o incluso la apreciación de actividades pausadas como la lectura profunda o la contemplación. 
La fatiga de la identidad digital : esto es con el fin de mantener múltiples perfiles en diversas plataformas, cada uno con una ligera variación de nuestra identidad, puede generar una sensación de fragmentación del yo y una dificultad para definir una identidad digital coherente. 
La normalización de la vigilancia pasiva: Estamos cada vez más acostumbrados a ser rastreados, monitoreados y analizados por algoritmos, a menudo sin ser plenamente conscientes del alcance y las implicaciones de esta recopilación de datos. Esta normalización puede erosionar nuestra sensación de privacidad y autonomía. 

## La visión de McLuhan

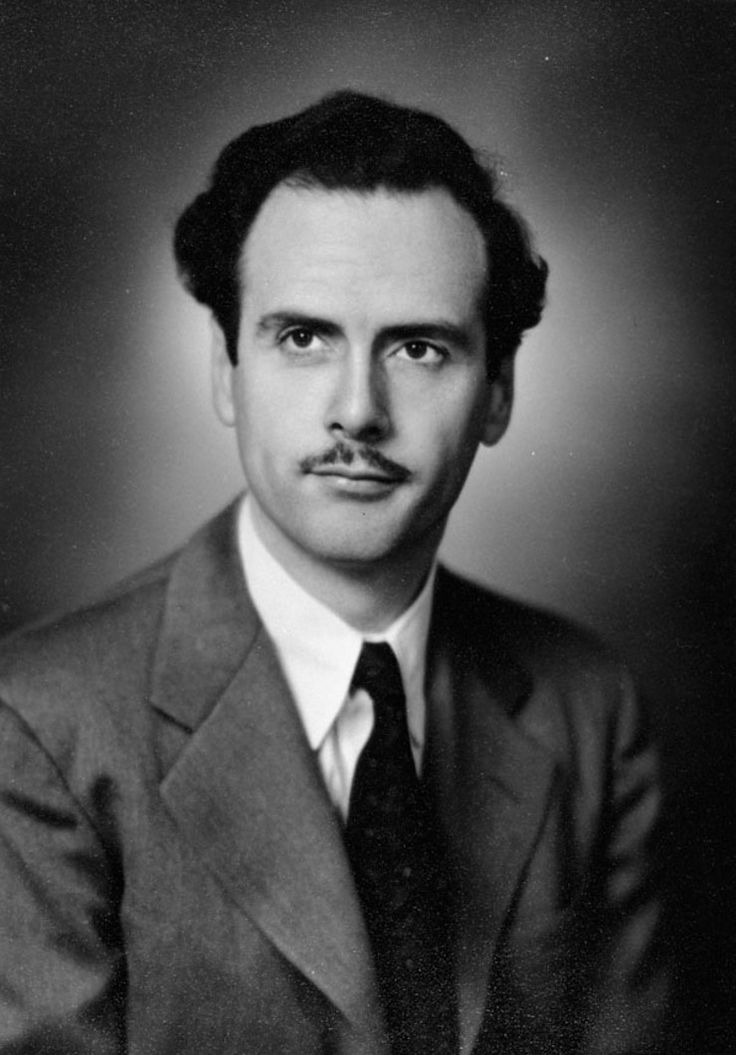
Marshall McLuhan

En la segunda mitad del siglo XX, Marshall McLuhan, revolucionó la forma de comprender la tecnología con sus controvertidas teorías, es por esto que se le atribuye el título de ser uno de los primeros y más importantes en el análisis de la tecnología.
Según él, los medios tecnológicos funcionan como una extensión del hombre, es decir, le permiten extender sus capacidades más allá de sí mismo. Por ejemplo, la rueda es una extensión de la capacidad de desplazamiento, el martillo es una extensión de la fuerza del brazo, la ropa es una extensión de la piel. Bajo esta perspectiva, la noción de lo que es un medio tecnológico se amplía más allá de los medios físicos o materiales. Por ejemplo, el calendario es un instrumento que permitió a las primeras sociedades agrícolas organizar y controlar la producción económica. Asimismo, la invención del alfabeto permitió fijar el lenguaje por escrito, extendiendo así la memoria histórica de todo el género humano. Más aún, los medios creados por el hombre no son instrumentos aislados entre sí, sino que constituyen un sistema de instrumentos: el alfabeto es un instrumento específico que extiende a otro instrumento humano: el lenguaje, y a su vez la imprenta de Johannes Gutenberg se adhiere al sistema de instrumentos creado para extender las capacidades expresivas del lenguaje humano. McLuhan planteó las siguientes preguntas para analizar el impacto tecnológico:
- ¿Qué genera, crea o posibilita?
- ¿Qué preserva o aumenta?
- ¿Qué recupera o revaloriza?
- ¿Qué reemplaza o deja obsoleto?

McLuhan tetraedro

Podemos ver que con tan sólo responder a estas preguntas ya tendremos una idea sobre los efectos que ha tenido algún aparato en nuestra sociedad, ahora si queremos ir aún más allá, este cuestionario puede ampliarse para ayudar a identificar mejor los impactos, positivos o negativos, de cada actividad tecnológica tanto sobre las personas como sobre su cultura, su sociedad y el medio ambiente
- Impacto práctico: ¿Para qué sirve? ¿Qué permite hacer que sin ella sería imposible? ¿Qué facilita?
- Impacto simbólico: ¿Qué simboliza o representa? ¿Qué connota?
- Impacto tecnológico: ¿Qué objetos o saberes técnicos preexistentes lo hacen posible? ¿Qué reemplaza o deja obsoleto? ¿Qué disminuye o hace menos probable? ¿Qué *Recupera o revaloriza? ¿Qué obstáculos al desarrollo de otras tecnologías elimina?
- Impacto ambiental: ¿El uso de qué recursos aumenta, disminuye o reemplaza? ¿Qué residuos o emanaciones produce? ¿Qué efectos tiene sobre la vida animal y vegetal?
- Impacto ético: ¿Qué necesidad humana básica permite satisfacer mejor? ¿Qué deseos genera o potencia? ¿Qué daños reversibles o irreversibles causa? ¿Qué alternativas más beneficiosas existen?
- Impacto epistemológico: ¿Qué conocimientos previos cuestiona? ¿Qué nuevos campos de conocimiento abre o potencia?

## Evolución panossoica de Radovan Richta

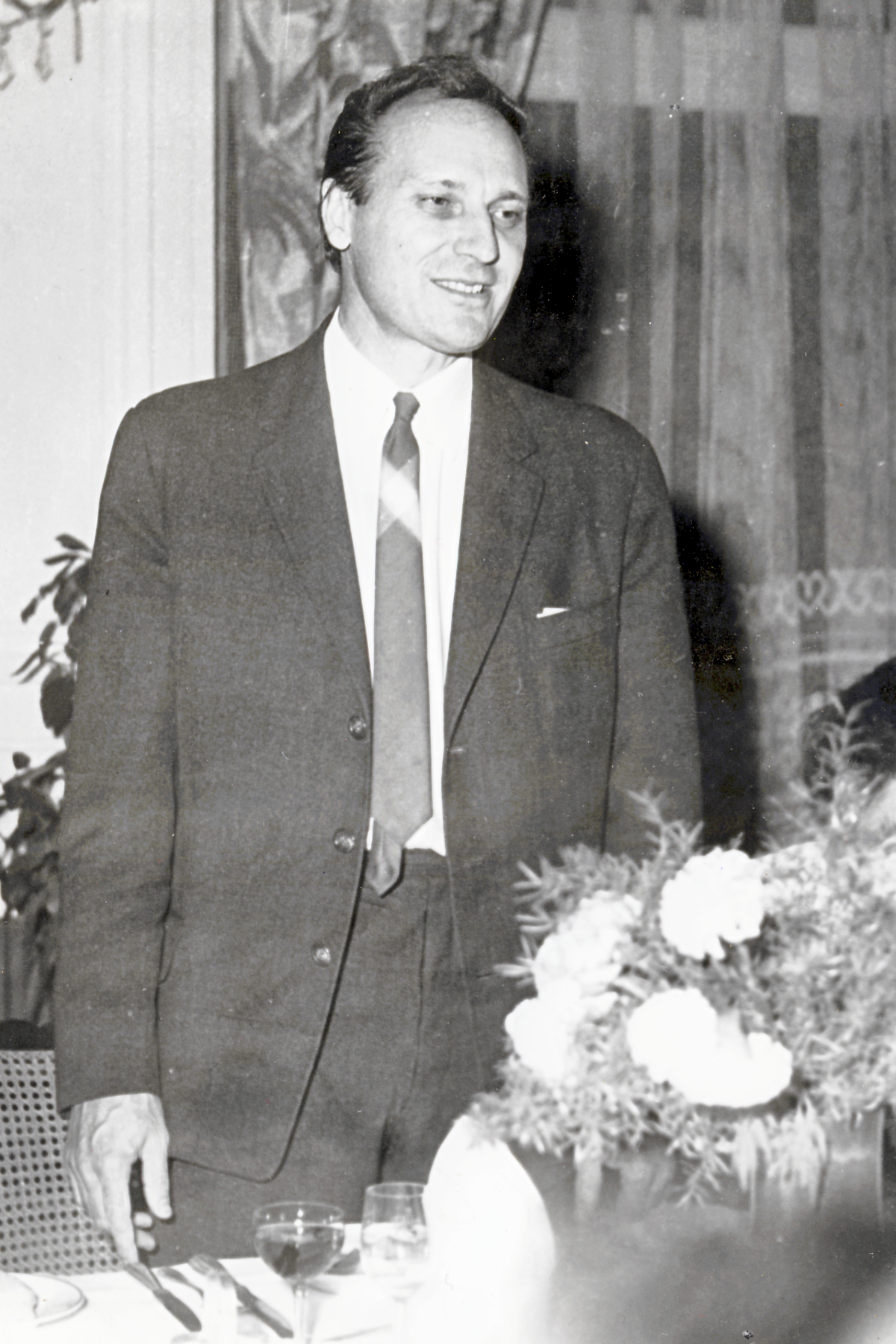
Radovan Richta

Esta teoría de los estudios de la ciencia y la tecnología describe el desarrollo de la tecnología y su impacto para la humanidad. Según esta teoría la tecnología evoluciona en tres fases: herramientas, máquinas y automatización. Incluso hoy en día sigue siendo importante, ya que las tres etapas esbozan los tipos fundamentales de tecnología.
Además, esta evolución sigue dos tendencias: se sustituye el trabajo físico por el trabajo intelectual eficiente y se consigue un mayor grado de control sobre el entorno natural , por ejemplo, las materias primas se pueden convertir cada vez más en elementos manufacturados complejos.
Podemos comenzar la historia con una etapa pretecnológica, en la que el hombre prehistórico está al mismo nivel que el resto de animales.
Según Richta, la tecnología surge de la capacidad racional del hombre, por eso, en una primera fase aparecen las herramientas. La ventaja de la herramienta es clara a la hora de realizar una tarea física, aunque en un primer momento, la fuerza proviene del propio hombre o de animales. Los cazadores y recolectores utilizaban estas herramientas para adquirir alimentos, aunque más adelante, y con el trabajo animal, se consiguió que la agricultura se llevara a cabo, aumentando diez veces la cantidad de alimentos. En la segunda etapa de la tecnología se crea la máquina. Esta no deja de ser una herramienta, pero en esta ocasión sustituye la fuerza humana o animal y solo se necesita de un operador que controle su función. Estas máquinas se popularizaron durante la revolución industrial, permitiendo que se pudieran hacer y crear cosas que superan las posibilidades del hombre por sí solo.
Por último, en la tercera etapa, la autómata, se consigue eliminar el control humano de la máquina mediante un algoritmo automático. Probablemente el caso más conocido es la computadora y los robots.
Una característica de esta teoría es que, a pesar de que cada etapa tiene un comienzo definido, no existe un fin. Eso se debe a que los elementos usados en la primera etapa siguen presentes durante la segunda y la tercera, por ejemplo, el martillo. Por eso, existe una simultaneidad entre las tecnologías de las tres etapas de esta teoría.

## El aporte de Thomas Hughes
El desarrollo de los estudios de la tecnología, desde diferentes ámbitos de las Ciencias sociales, da lugar a distintos enfoques o perspectivas. Dentro de los enfoques descriptivos, e inserto en la orientación constructivista, Thomas P. Hughes desarrolla su concepción de los sistemas tecnológicos. Su punto de partida es la tradición histórica del análisis de la tecnología, cargada de supuestos deterministas. Hughes, aunque heredero de ellos, se propone superarlos explícitamente. Del mismo modo, su asunción de una visión sistémica a partir de elementos heterogéneos integrados en red, acerca su teorización a las concepciones constructivistas. Su intención es a la vez trascender el determinismo tecnológico sin caer en un constructivismo ortodoxo. Thomas P. Hughes a partir de su concepción de los sistemas tecnológicos, pretende dar cuenta de los periodos, no sólo de cambio sino de los de estabilidad y declive, de los procesos de innovación tecnológica. La unidad de análisis de la que parte, es el sistema tecnológico. Concibe éste como: un conjunto de componentes heterogéneos, desde artefactos físicos, organizaciones, componentes incorpóreos de tales organizaciones, dispositivos legales y recursos naturales integrados en una red.   Los componentes se encuentran interconectados en una red de relaciones, controlada por un sistema central. Este control se ejerce para optimizar el sistema, el desempeño del mismo y dirigirlo hacia sus metas.  Los límites del sistema se definen en función de lo controlable por el mismo, por lo que lo social no es el entorno de lo tecnológico. Estos sistemas se establecen y desarrollan mediante: la inversión de recursos económicos, habilidades prácticas y formas organizativas, y no como un proceso natural y necesario, argumento común desde la perspectiva determinista. Para Hughes el desarrollo de los sistemas tecnológicos puede caracterizarse a partir de distintas fases. Estos diferentes periodos en los que estructura su evolución, tienen más bien un carácter pedagógico, analítico y expositivo, pues las interconexiones entre ellos no permiten delimitar con toda nitidez, cada una de estas fases, cuando el esquema se aplica empíricamente a cada uno de los ejemplos concretos, de diferentes procesos de innovación y desarrollo tecnológico. Pero como herramienta metodológica tiene un gran potencial, ya que a su vez es fruto del análisis empírico e historiográfico. Al respecto, Hughes distingue fundamentalmente tres fases – en otras ocasiones y análisis concretos las desagrega en cinco- en el desarrollo de los sistemas tecnológicos, respecto a cada una de las cuales, destaca el protagonismo de la acción social, de diferentes grupos.

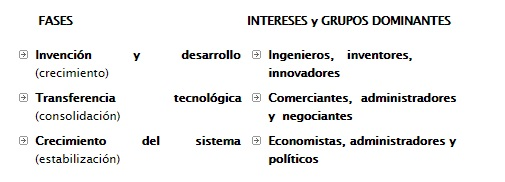
Fases del desarrollo de los sistemas tecnológicos por Hughes

Fases del desarrollo de los sistemas tecnológicos: invención, desarrollo de innovación, transferencia, crecimiento, competición, consolidación (creación de una “cultura tecnológica”) y estabilización. Además de este recurso analítico, Thomas P. Hughes pone de manifiesto, que esta nueva perspectiva que pretende dar cuenta no sólo de los periodos de innovación de las tecnologías, sino de los de estabilidad y declive, tiene la necesidad de nuevas herramientas y conceptos metodológicos. A este respecto dos sus aportaciones más destacadas: las nociones de inercia/momentum y saliente inverso o contrasaliente.

## Componentes Metodológicos de Hughes
- Saliente inverso o “contrasaliente” (metáfora de las líneas de combate que ceden al avance enemigo). Los “contrasalientes”, por tanto, son zonas de desequilibrio en el crecimiento desigual de los sistemas. La metáfora es útil y apropiada porque en su desarrollo, los sistemas presentan “contrasalientes” con las mismas características de las líneas de fuego: irregularidad, información parcial y cualidades impredecibles.
- Inercia/Momentum. Hughes explica la relación entre tecnología y sociedad a partir del concepto denominado momentum tecnológico, es decir, la propensión de las tecnologías por desarrollar trayectorias previamente definidas en un determinado momento de su desarrollo. Dice Hughes que cuando el sistema es joven, el entorno configura el sistema. A medida que el sistema va siendo mayor y más complejo, va cobrando impulso o momentum y el sistema es cada vez menos configurado por su entorno y por el contrario el sistema se convierte en el elemento que más configura la sociedad. En otras palabras, el desarrollo social configura y es configurado por la tecnología.[6]

## Ejemplos de Tecnopositivismo y Tecnonegativismo
Cuando analizamos la tecnología que ha aportado grandes beneficios al ser humano, hablamos de tecnopositivismo. Desde la invención de aparatos y dispositivos para la detección y diagnóstico de enfermedades, en la rama de la medicina, la creación y mejoramiento de herramientas o accesorios que son útiles para simplificar el trabajo, sobre todo después de incorporar la energía eléctrica como medio elemental para satisfacer necesidades.

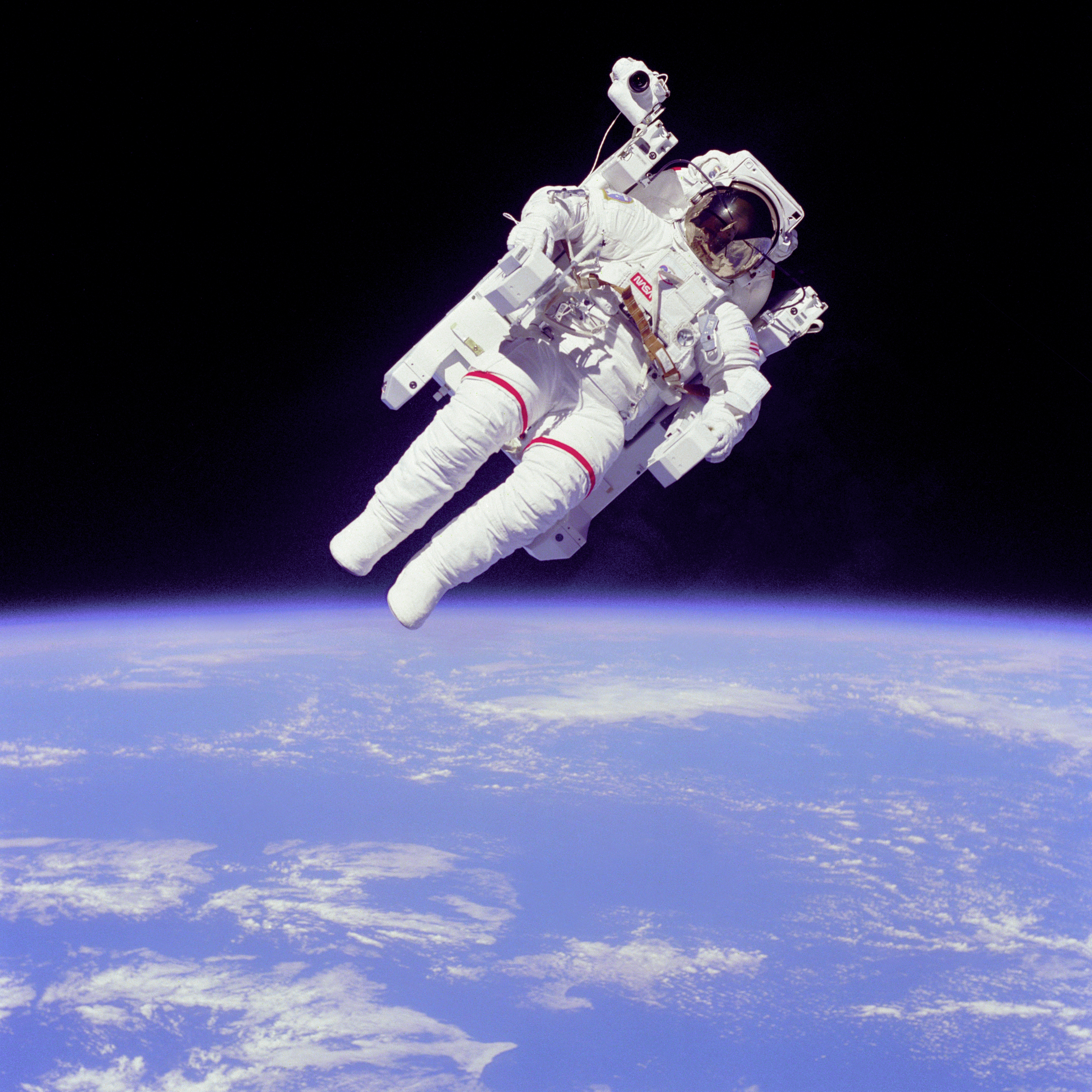
Aspecto positivo; el desarrollo tecnológico alcanzado permitió a la humanidad abandonar por primera vez la superficie terrestre en la década de 1960

El manejo de la información y la comunicación han sufrido grandes cambios, primero se creó el teléfono y telégrafo, además del sistema de correo postal, que durante muchos años fueron los medios básicos de comunicación rápidas efectiva. Después surge la computadora como el medio más complejo y eficaz para procesar datos, la cual ha seguido evolucionando hasta llegar a crear una red global de computadoras conectadas, lo que se conoce como Internet. 
Muchas máquinas y equipos han sido creados para beneficiar el ahorro de tiempo y esfuerzo de trabajo y el transporte como los vehículos, equipo agrícola, barcos y aviones, además de muebles, herramientas varias y componentes para audio y vídeo.
Por otro lado, cuando los avances tecnológicos han sido manipulados para obedecer intereses particulares hablamos de tecnonegativismo, como la investigación para desarrollar armas de fuego novedosas, utilización de tecnología de comunicación como los satélites para establecer blancos para armas nucleares. Además se emplean tecnologías informáticas para falsificación de papel moneda y documentos oficiales, hacer copias ilegales de discos compactos, crear publicidad nociva y pornografía en Internet entre los impactos más delicados.

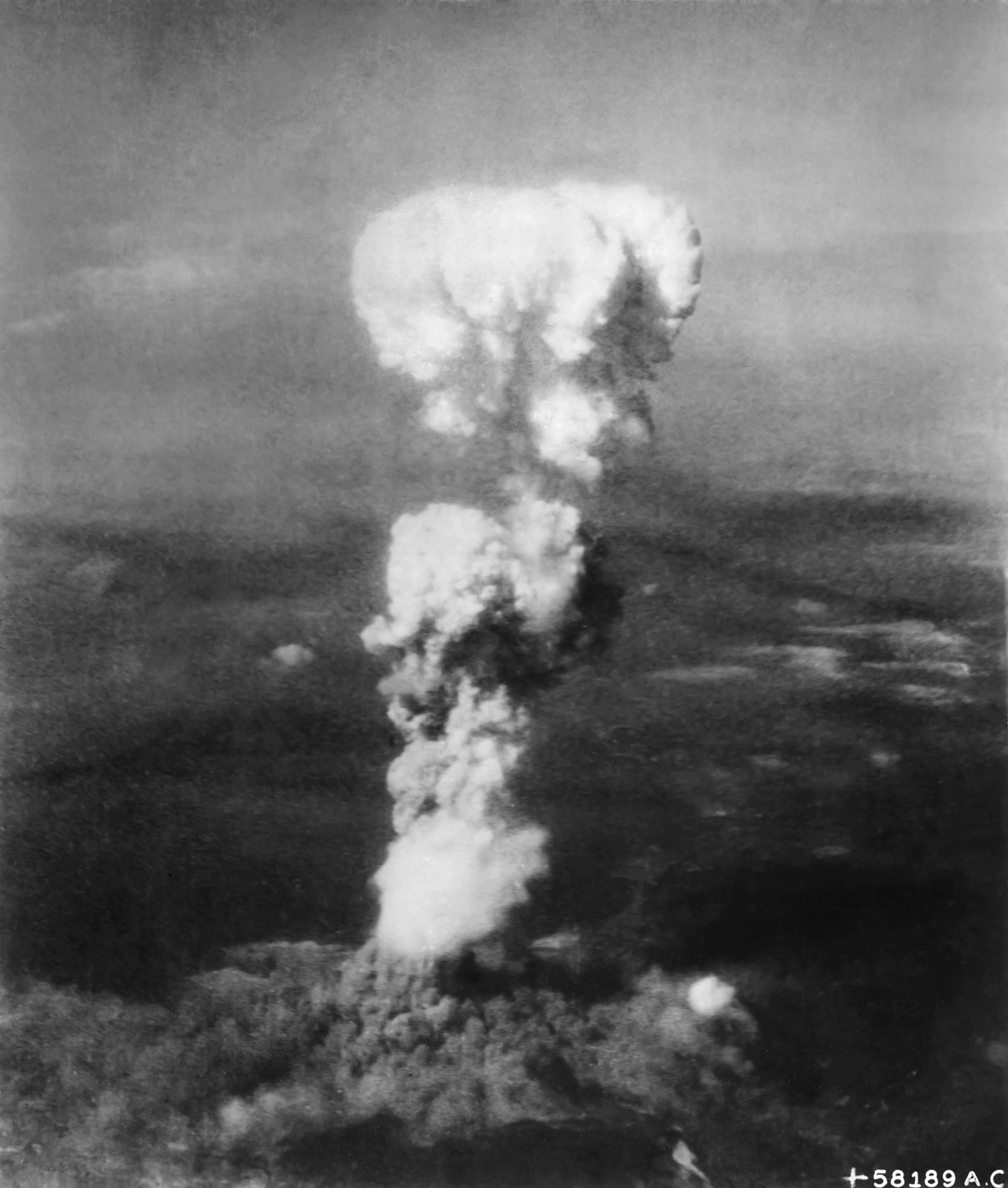
Aspecto negativo;Nube de hongo de la bomba atómica de Hiroshima (Japón), a 18 kilómetros del hipocentro de la explosión, lanzada el 6 de agosto de 1945

También se utiliza la tecnología con fines que perjudican al hombre o el medio ambiente, como el desarrollo de químicos y venenos que se utilizan para la agricultura u otros procesos, sin olvidarnos que también son empleados como armas de destrucción.
La innovación tecnológica en las empresas ha provocado que la automatización de procesos sustituya a los trabajadores, y como principal consecuencia de esto tenemos el desempleo.

## Impacto moderno y ejemplos
La tecnología se ha vuelto una parte muy importante para el día a día de la sociedad. Cuando las sociedades saben más acerca del desarrollo en una tecnología, son capaces de tomar ventaja de esta. Cuando una innovación llega a un cierto punto después de ser presentada y promocionada, esta tecnología se convierte en parte de la sociedad. La tecnología digital ha entrado a cada proceso y actividad creada por el sistema social. De hecho, ha construido un sistema de comunicación distinto en adición a su origen.
Desde que la creación de computadoras logró un mejor acercamiento para transmitir y almacenar datos. La tecnología digital llegó a ser comúnmente utilizada para descargar música y ver películas en casa ya sea por DVD o comprándolas en línea. La música digital no es lo mismo a la forma tradicional de almacenamiento de música. Obviamente, porque la música digital es reproducible, portátil y gratis.
Sin embargo, aunque estas últimos ejemplos sólo muestran un poco de los aspectos positivos de la tecnología en la sociedad, hay efectos negativos también. Desde su terreno virtual, las redes sociales como Instagram, Facebook, y Snapchat han alterado la forma en que la cultura de la generación Y entiende el mundo y en consecuencia, como se ven a sí mismos. En años recientes, ha habido más investigación en el desarrollo una depresión de los usuarios de redes sociales como las mencionadas. “La depresión Facebook”, como algunos han llamado, es cuando los usuarios están tan afectados por las publicaciones de sus amigos y  sus vidas, que su propia envidia empobrece su sentido de autoestima. Se comparan a ellos mismos con las publicaciones hechas por sus pares y se sienten indignos o monótonos porque piensan que su vida no es interesante como la de otros.
Otra instancia en que los efectos de la tecnología son negativos en la sociedad son apreciados en la rapidez en la que empuja generaciones jóvenes a la madurez. Con el mundo en la punta de sus dedos, los niños pueden aprender cualquier cosa que deseen. Pero con las fuentes de internet sin censura, sin la debida supervisión, los niños están expuestos a material explícito en edades inapropiadas. Esto llega en la forma de intereses prematuros como abrir cuentas de correo electrónico o de redes sociales- todas ellas pueden convertirse en una ventana para depredadores u otros peligros que atenten contra la inocencia de los niños.